# Französische Formel-4-Meisterschaft 2018
Die französische Formel-4-Meisterschaft 2018 (offiziell Championnat de France F4 FFSA Academy certifié par la FIA 2018) war die achte Saison der französischen Formel-4-Meisterschaft und die Erste, welche nach dem FIA-Formel-4-Reglement ausgetragen wurde. Es gab 21 Rennen, die Meisterschaft begann am 1. April in Nogaro und endete am 14. Oktober in Le Castellet. Caio Collet gewann den Meistertitel der Fahrer.

## Fahrer
Anders als in anderen Rennserien gab es keine Teams, alle Fahrer wurden vom Organisator Fédération française du sport automobile (FFSA) betreut. Alle Fahrer verwendeten das Mygale-Chassis M14-F4, den 2,0-Liter-F4R-Saugmotor von Renault und Reifen von Kumho.
| Bild                | Auto # | Fahrer              | Status | Rennwochenende | Quelle |
| ------------------- | ------ | ------------------- | ------ | -------------- | ------ |
| Baptiste Berthelot  | 01     | Baptiste Berthelot  |        | Alle           |        |
| Romain Boeckler     | 02     | Romain Boeckler     |        | 1, 3, 5, 7     |        |
| Stuart White        | 03     | Stuart White        |        | 1–3            |        |
| Baptiste Moulin     | 04     | Baptiste Moulin     |        | Alle           |        |
| Adam Eteki          | 05     | Adam Eteki          |        | Alle           |        |
|                     | 06     | Gillian Henrion     |        | 7              |        |
| Arthur Leclerc      | 07     | Arthur Leclerc      |        | Alle           |        |
|                     | 08     | Evan Spenle         |        | 7              |        |
|                     | 09     | Lucas Petersson     |        | 4              |        |
|                     | 10     | Reshad de Gerus     | J      | Alle           |        |
| Pierre-Louis Chovet | 11     | Pierre-Louis Chovet |        | 1–4, 6–7       |        |
| Sacha Lehmann       | 16     | Sacha Lehmann       |        | Alle           |        |
| Mateo Herrero       | 18     | Matéo Herrero       |        | Alle           |        |
| Théo Pourchaire     | 21     | Théo Pourchaire     | J      | Alle           |        |
|                     | 22     | Théo Nouet          |        | Alle           |        |
| Caio Collet         | 23     | Caio Collet         |        | Alle           |        |
| Ugo de Wilde        | 27     | Ugo de Wilde        |        | Alle           |        |
|                     | 28     | Alessandro Ghiretti |        | 6–7            |        |
| Esteban Muth        | 30     | Esteban Muth        |        | Alle           |        |
| Ulysse de Pauw      | 31     | Ulysse de Pauw      |        | Alle           |        |
| Shihab Al Habsi     | 51     | Shihab Al Habsi     | J      | Alle           |        |
| O’Neill Muth        | 87     | O’Neill Muth        | J      | 1–6            |        |
| Gavin Aimable       | 97     | Gavin Aimable       |        | 1–2            |        |

## Rennkalender
Es gab sieben Rennwochenenden mit je drei Rennen, zwei Rennwochenenden fanden außerhalb Frankreichs statt.
| Nr. | Datum         | Rennstrecke                                      | Sieger              | Zweiter             | Dritter             | Pole-Position  | Schnellste Rennrunde |
| --- | ------------- | ------------------------------------------------ | ------------------- | ------------------- | ------------------- | -------------- | -------------------- |
| 01. | 01. April     | Circuit Paul Armagnac (Nogaro)                   | Ugo de Wilde        | Adam Eteki          | Caio Collet         | Ugo de Wilde   | Adam Eteki           |
| 02. | 01. April     | Circuit Paul Armagnac (Nogaro)                   | Arthur Leclerc      | Caio Collet         | Pierre-Louis Chovet |                | Théo Pourchaire      |
| 03. | 02. April     | Circuit Paul Armagnac (Nogaro)                   | Adam Eteki          | Ugo de Wilde        | Caio Collet         | Adam Eteki     | Caio Collet          |
| 04. | 12. Mai       | Circuit de Pau-Ville (Pau)                       | Caio Collet         | Arthur Leclerc      | Ugo de Wilde        | Caio Collet    | Arthur Leclerc       |
| 05. | 12. Mai       | Circuit de Pau-Ville (Pau)                       | Adam Eteki          | Ulysse de Pauw      | Stuart White        |                | Adam Eteki           |
| 06. | 13. Mai       | Circuit de Pau-Ville (Pau)                       | Caio Collet         | Ugo de Wilde        | Esteban Muth        | Caio Collet    | Ugo de Wilde         |
| 07. | 02. Juni      | Circuit de Spa-Francorchamps (Spa-Francorchamps) | Ulysse de Pauw      | Pierre-Louis Chovet | Arthur Leclerc      | Arthur Leclerc | Théo Pourchaire      |
| 08. | 02. Juni      | Circuit de Spa-Francorchamps (Spa-Francorchamps) | Esteban Muth        | Ulysse de Pauw      | Stuart White        |                | Stuart White         |
| 09. | 03. Juni      | Circuit de Spa-Francorchamps (Spa-Francorchamps) | Stuart White        | Caio Collet         | Pierre-Louis Chovet | Caio Collet    | Stuart White         |
| 10. | 14. Juli      | Circuit de Dijon-Prenois (Dijon)                 | Ugo de Wilde        | Adam Eteki          | Pierre-Louis Chovet | Ugo de Wilde   | Caio Collet          |
| 11. | 15. Juli      | Circuit de Dijon-Prenois (Dijon)                 | Théo Nouet          | Arthur Leclerc      | Esteban Muth        |                | Ulysse de Pauw       |
| 12. | 15. Juli      | Circuit de Dijon-Prenois (Dijon)                 | Caio Collet         | Adam Eteki          | Ulysse de Pauw      | Adam Eteki     | Esteban Muth         |
| 13. | 08. September | Circuit de Nevers Magny-Cours (Magny-Cours)      | Caio Collet         | Adam Eteki          | Arthur Leclerc      | Caio Collet    | Caio Collet          |
| 14. | 08. September | Circuit de Nevers Magny-Cours (Magny-Cours)      | Arthur Leclerc      | Ulysse de Pauw      | Caio Collet         |                | Caio Collet          |
| 15. | 09. September | Circuit de Nevers Magny-Cours (Magny-Cours)      | Caio Collet         | Arthur Leclerc      | Adam Eteki          | Caio Collet    | Caio Collet          |
| 16. | 06. Oktober   | Circuito de Jerez (Jerez de la Frontera)         | Caio Collet         | Arthur Leclerc      | Ulysse de Pauw      | Caio Collet    | Caio Collet          |
| 17. | 07. Oktober   | Circuito de Jerez (Jerez de la Frontera)         | Esteban Muth        | Pierre-Louis Chovet | Ugo de Wilde        |                | Esteban Muth         |
| 18. | 07. Oktober   | Circuito de Jerez (Jerez de la Frontera)         | Caio Collet         | Esteban Muth        | Pierre-Louis Chovet | Caio Collet    | Caio Collet          |
| 19. | 13. Oktober   | Circuit Paul Ricard (Le Castellet)               | Ugo de Wilde        | Adam Eteki          | Caio Collet         | Ugo de Wilde   | Adam Eteki           |
| 20. | 14. Oktober   | Circuit Paul Ricard (Le Castellet)               | Pierre-Louis Chovet | Théo Nouet          | Adam Eteki          |                | Adam Eteki           |
| 21. | 14. Oktober   | Circuit Paul Ricard (Le Castellet)               | Ugo de Wilde        | Adam Eteki          | Théo Nouet          | Ugo de Wilde   | Pierre-Louis Chovet  |

## Wertung

### Punktesystem
Beim ersten und dritten Rennen bekamen die ersten zehn des Rennens 25, 18, 15, 12, 10, 8, 6, 4, 2 bzw. 1 Punkt(e), beim zweiten Rennen bekamen die ersten acht des Rennens 15, 12, 10, 8, 6, 4, 2 bzw. 1 Punkt(e). Der schnellste Fahrer aus den Qualifyings erhielt einen Bonuspunkt für die Pole-Position. Für die schnellste Runde im Rennen gab es ebenfalls einen Bonuspunkt. Fahrer, welche zum Zeitpunkt der Meisterschaft jünger als 16 waren, traten automatisch in der Juniorenkategorie an und waren damit nicht für die Fahrerwertung punktberechtigt.
| Punkteverteilung | Punkteverteilung | Punkteverteilung | Punkteverteilung | Punkteverteilung | Punkteverteilung | Punkteverteilung | Punkteverteilung | Punkteverteilung | Punkteverteilung | Punkteverteilung | Punkteverteilung | Punkteverteilung |
| ---------------- | ---------------- | ---------------- | ---------------- | ---------------- | ---------------- | ---------------- | ---------------- | ---------------- | ---------------- | ---------------- | ---------------- | ---------------- |
| Platz            | 1                | 2                | 3                | 4                | 5                | 6                | 7                | 8                | 9                | 10               | PP               | SR               |
| Rennen 1 & 3     | 25               | 18               | 15               | 12               | 10               | 8                | 6                | 4                | 2                | 1                | 1                | 1                |
| Rennen 2         | 15               | 12               | 10               | 8                | 6                | 4                | 2                | 1                | 0                | 0                | –                | 1                |

Beim Rennwochenende in Pau gab es beim dritten Rennen nur halbe Punkte, da das Rennen nach fünf Runden aufgrund starken Regens abgebrochen werden musste.

### Fahrerwertung

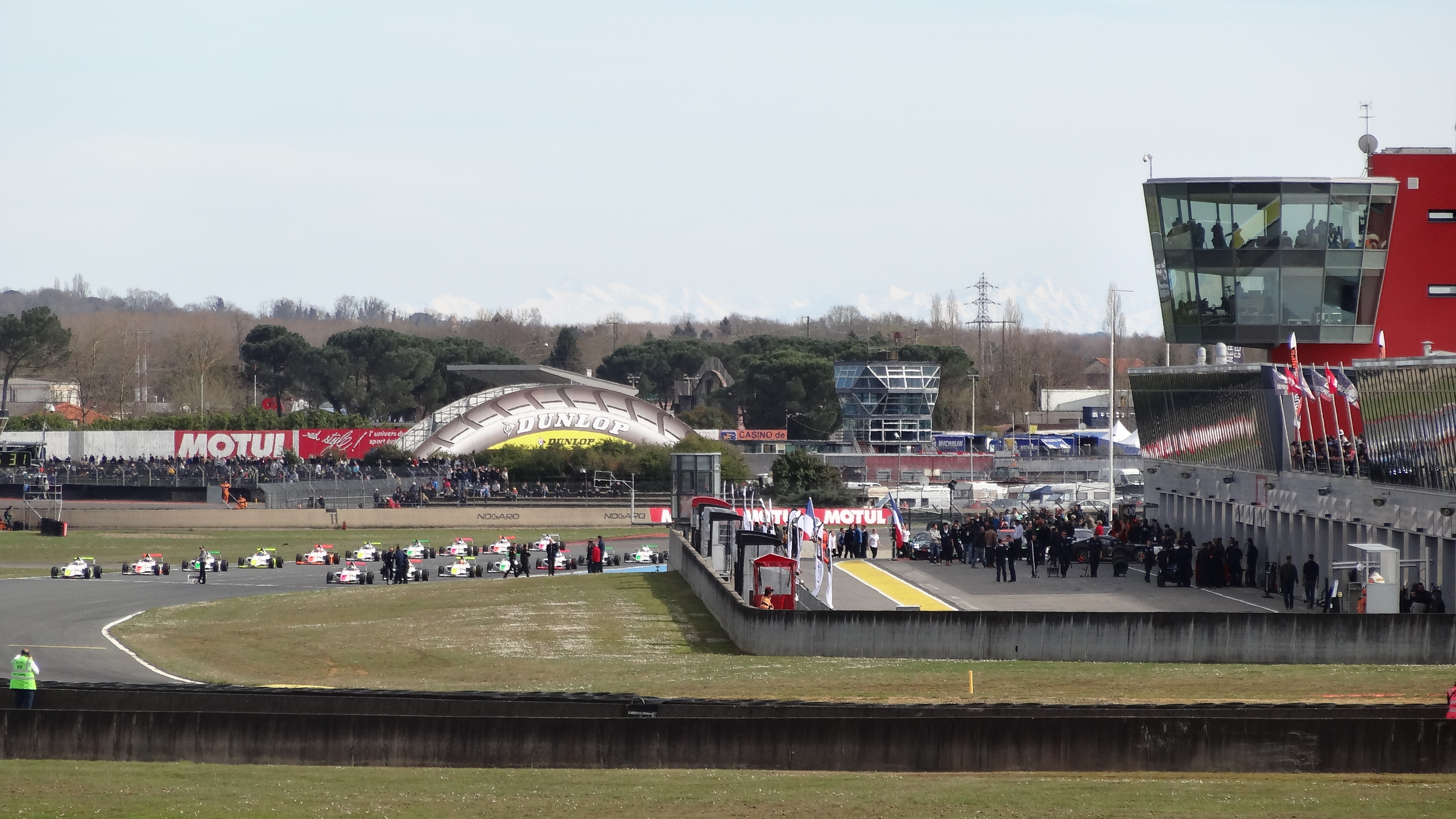
Startaufstellung zum zweiten Nogaro-Rennen

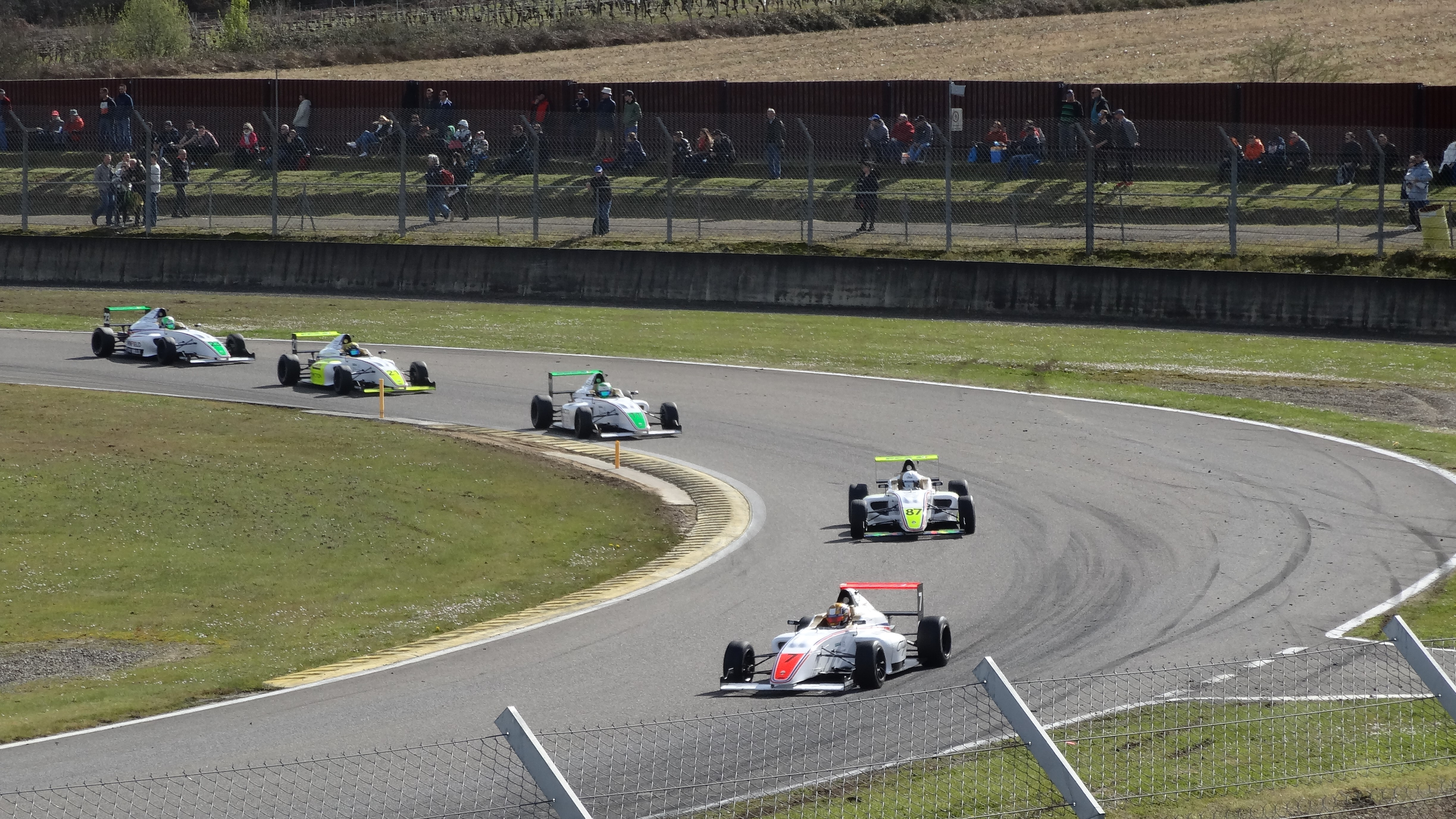
Rennszene vom zweiten Nogaro-Rennen, der spätere Sieger Arthur Leclerc liegt vor O’Neill Muth und Pierre-Louis Chovet in Führung

| Pos.                                      | Fahrer       | NOG | NOG | NOG | PAU | PAU | PAU | SPA | SPA | SPA | DIJ | DIJ | DIJ | MAG | MAG | MAG | JER | JER | JER | LEC | LEC | LEC | Punkte |
| Pos.                                      | Fahrer       | R1  | R2  | R3  | R1  | R2  | R3  | R1  | R2  | R3  | R1  | R2  | R3  | R1  | R2  | R3  | R1  | R2  | R3  | R1  | R2  | R3  | Punkte |
| ----------------------------------------- | ------------ | --- | --- | --- | --- | --- | --- | --- | --- | --- | --- | --- | --- | --- | --- | --- | --- | --- | --- | --- | --- | --- | ------ |
| 01                                        | C. Collet    | 3   | 2   | 3   | 1   | 6   | 1   | DNF | 4   | 2   | 4   | 4   | 1   | 1   | 3   | 1   | 1   | 5   | 1   | 3   | 4   | 5   | 303,5  |
| 02                                        | U. de Wilde  | 1   | 5   | 2   | 3   | 4   | 2   | 7   | DNF | 6   | 1   | 8   | 5   | DNF | 4   | 4   | 6   | 3   | 6   | 1   | 5   | 1   | 237,0  |
| 03                                        | U. de Pauw   | 4   | 4   | 5   | 7   | 2   | 7   | 1   | 2   | 5   | 5   | 5   | 3   | 5   | 2   | 5   | 4   | 4   | 5   | 4   | 6   | 4   | 224,0  |
| 04                                        | A. Eteki     | 2   | 6   | 1   | 8   | 1   | 6   | 5   | DNF | 7   | 2   | 6   | 2   | 2   | 7   | 3   | 13* | DNS | 8   | 2   | 3   | 2   | 213,0  |
| 05                                        | A. Leclerc   | 6   | 1   | 4   | 2   | 7   | 11  | 3   | 5   | 4   | 6   | 2   | 6   | 3   | 1   | 2   | 2   | 6   | 7   | 15  | 9   | 10  | 199,0  |
| 06                                        | P. Chovet    | 5   | 3   | DNF | 5   | 5   | 4   | 2   | 7   | 3   | 3   | 7   | 7   |     |     |     | 7   | 2   | 4   | 8   | 1   | 6   | 162,0  |
| 07                                        | E. Muth      | 8   | DNF | 9   | 4   | 11  | 3   | 8   | 1   | 8   | 7   | 3   | 12  | 4   | 10  | 7   | 5   | 1   | 3   | 5   | 7   | 8   | 145,5  |
| 08                                        | T. Nouet     | 15  | 7   | 8   | 9   | DNF | 8   | 6   | 11  | 9   | 8   | 1   | 4   | DNF | 8   | 6   | 8   | 8   | 12* | 7   | 2   | 3   | 101,0  |
| 09                                        | S. White     | 9   | DNF | 6   | 6   | 3   | 5   | 4   | 3   | 1   |     |     |     |     |     |     |     |     |     |     |     |     | 80,0   |
| 10                                        | M. Herrero   | 7   | DNF | 7   | 10  | 8   | 9   | 9   | 6   | 10  | 9   | 9   | 8   | 7   | 5   | 10  | 11  | DNS | DNS | 6   | 15  | DNS | 50,0   |
| 11                                        | S. Lehmann   | 10  | 12  | DNF | 13  | 10  | 12  | 11  | 8   | 12  | 11  | 10  | 11  | 6   | 6   | 8   | 10  | 11  | 9   | 16  | 12  | 15  | 27,0   |
| 12                                        | B. Moulin    | 12  | 10  | 11  | 12  | 12  | 10  | 13  | 10  | 13  | 12  | 11  | 9   | 9   | DNF | 9   | 9   | 9   | 10  | 10  | 13  | 11  | 19,5   |
| 13                                        | B. Berthelot | 14  | 11  | 13  | 14  | 13  | 13  | 12  | 12  | DNF | 13  | 12  | 13  | 10  | 9   | DNF | 12  | 10  | 11  | 13  | 16  | 14  | 5,0    |
| 14                                        | G. Aimable   | 11  | 8   | 10  | 11  | 9   | DNF |     |     |     |     |     |     |     |     |     |     |     |     |     |     |     | 2,0    |
| Nicht in der Fahrerwertung berücksichtigt |              |     |     |     |     |     |     |     |     |     |     |     |     |     |     |     |     |     |     |     |     |     |        |
| NC                                        | A. Ghiretti  |     |     |     |     |     |     |     |     |     |     |     |     |     |     |     | 3   | 7   | 2   | 11  | 8   | 13  | –,0    |
| NC                                        | G. Henrion   |     |     |     |     |     |     |     |     |     |     |     |     |     |     |     |     |     |     | 9   | 10  | 7   | –,0    |
| NC                                        | R. Boeckler  | 13  | 9   | 12  |     |     |     | 10  | 9   | 11  |     |     |     | 8   | DNF | DNF |     |     |     | 12  | 14  | 9   | –,0    |
| NC                                        | L. Petersson |     |     |     |     |     |     |     |     |     | 10  | DNF | 10  |     |     |     |     |     |     |     |     |     | –,0    |
| NC                                        | E. Spenle    |     |     |     |     |     |     |     |     |     |     |     |     |     |     |     |     |     |     | 14  | 11  | 12  | –,0    |
| Pos.                                      | Fahrer       | R1  | R2  | R3  | R1  | R2  | R3  | R1  | R2  | R3  | R1  | R2  | R3  | R1  | R2  | R3  | R1  | R2  | R3  | R1  | R2  | R3  | Punkte |
| Pos.                                      | Fahrer       | NOG | NOG | NOG | PAU | PAU | PAU | SPA | SPA | SPA | DIJ | DIJ | DIJ | MAG | MAG | MAG | JER | JER | JER | LEC | LEC | LEC | Punkte |

| Legende       | Legende                        | Legende                                                              |
| Farbe         | Abkürzung                      | Bedeutung                                                            |
| ------------- | ------------------------------ | -------------------------------------------------------------------- |
| Gold          | –                              | Sieg                                                                 |
| Silber        | –                              | 2. Platz                                                             |
| Bronze        | –                              | 3. Platz                                                             |
| Grün          | –                              | 4. bis 10. Platz                                                     |
| Hellblau      | –                              | 10. Platz aufwärts (punktberechtigt)                                 |
| Blau          | –                              | Klassifiziert außerhalb der Punkteränge                              |
| Dunkelblau    | –                              | Klassifiziert innerhalb der Punkteränge aber keine Punktberechtigung |
| Violett       | DNF                            | Rennen nicht beendet (did not finish)                                |
| Violett       | NC                             | nicht klassifiziert (not classified)                                 |
| Rot           | DNQ                            | nicht qualifiziert (did not qualify)                                 |
| Rot           | DNPQ                           | in Vorqualifikation gescheitert (did not pre-qualify)                |
| Schwarz       | DSQ                            | disqualifiziert (disqualified)                                       |
| Weiß          | DNS                            | nicht am Start (did not start)                                       |
| Weiß          | WD                             | zurückgezogen (withdrawn)                                            |
| ohne          | PO                             | nur am Training teilgenommen (practiced only)                        |
| ohne          | DNP                            | nicht am Training teilgenommen (did not practice)                    |
| ohne          | INJ                            | verletzt oder krank (injured)                                        |
| ohne          | EX                             | ausgeschlossen (excluded)                                            |
| ohne          | DNA                            | nicht erschienen (did not arrive)                                    |
| ohne          | C                              | Rennen abgesagt (cancelled)                                          |
| ohne          | keine Teilnahme                |                                                                      |
| sonstige      | P/fett                         | Pole-Position                                                        |
| sonstige      | SR/kursiv                      | Schnellste Rennrunde                                                 |
| sonstige      | Q                              | Extrapunkte für Pole-Position                                        |
| sonstige      | X                              | Extrapunkte für gewonnene Positionen                                 |
| sonstige      | *                              | nicht im Ziel, aufgrund der zurückgelegten Distanz aber gewertet     |
| sonstige      | ()                             | Streichresultate                                                     |
| unterstrichen | Führender in der Gesamtwertung |                                                                      |